# William G. Curlin
William George Curlin (* 30. August 1927 in Portsmouth, Virginia; † 23. Dezember 2017 in Charlotte, North Carolina) war ein US-amerikanischer Geistlicher und römisch-katholischer Bischof von Charlotte.

## Leben
William George Curlin empfing nach seiner theologischen Ausbildung am 25. Mai 1957 die Priesterweihe für das Erzbistum Washington.
Papst Johannes Paul II. ernannte ihn am 2. November 1988 zum Titularbischof von Rossmarkaeum und zum Weihbischof in Washington. Die Bischofsweihe spendete ihm der Washingtoner Erzbischof, James Aloysius Kardinal Hickey, am 20. Dezember desselben Jahres; Mitkonsekratoren waren Eugene Antonio Marino SSJ, Erzbischof von Atlanta, und Álvaro Corrada del Rio SJ, Weihbischof in Washington. 
Am 22. Februar 1994 wurde er zum Bischof von Charlotte ernannt und am 13. April desselben Jahres feierlich in das Amt eingeführt. Am 10. September 2002 nahm Johannes Paul II. sein altersbedingtes Rücktrittsgesuch an.
Curlin war Konventualkaplan des Malteserordens und wurde mit dem Verdienstorden Pro Merito Melitensi (Großkreuz pro piis meritis) ausgezeichnet.